# Hodonín (Pardubice)
Hodonín é uma comuna checa localizada na região de Pardubice, distrito de Chrudim.